# Kirkja
Kirkja (dansk: Kirke) er en bygd på øen Fugloy, der er en del af Færøernes nordøstregion. . Bygden ligger i Fugloyar kommuna.
Kirkja er sammen med Hattarvík de eneste bygder på Fugloy. I nutiden er Kirkja hovedbygden på Fugloy. De offentlige opgaver er overvejende samlet i Kirkja. Bygden har elektricitetsværk, butik, restaurant og kommunekontor. Folkeskolen "Skúlin á Kirkju"har 2 elever.
Kirkja er i modsætning til nabobygden Hattarvík ikke udsat for at blive affolket, men på langt sigt ser fremtiden ikke lys ud.

## Historie
Kirkja blev første gang nævnt på skrift  i Hundebrevet fra slutningen af 1300-tallet, som bygden  Bø.
Det oprindelige navn, har sandsynligvis været Kirkjubøstaður eller Kirkjubólstaður. Kirkja har navn af, at der sandsynligvis  siden middelalderen, har ligget en kirke her.
I vinteren 1818 var det lige ved at havet gjorde en ende på Kirkja, da seks mænd fra Kirkja døde i en bådsulykke.
Efter denne tragiske hændelse, var der ingen arbejdsduelige mænd tilbage og bygden var tæt på at uddø. Kort tid derefter mistede bygden kirken, som formodentlig har stået på samme sted i flere århundreder. Den blev i 1833 flyttet til Hattarvík.
Kirkja fik sin første skolebygning i 1866.
Men omkring 1900  oplevede Kirkja stor fremgang og blev den størstee bygd. Mænd flyttede til fra andre bygder – også fra Hattarvík og fyldte de tomme huse.

## Kirken
Kirkjan á Kirkju er oprindelig en kirkebygd, hvilket navnet jo også antyder. Men da kirken var faldefærdig i 1830’erne, og der ikke var nogen mænd i Kirkja til at passe kirken, blev kirken genopbygget i Hattarvík. Der var derfor ingen kirke i Kirkja i 100 år. I 1930’erne var der et stort ønske fra bygdefolkene i Kirkja om at få en kirke, og de gjorde et stort stykke arbejde for at bygge den. Kirken blev indviet i 1933.
På skråningen, ned mod vandet, ligger bygdens kirke. Der er fundet rester af gamle trækirker ved den nuværende kirke. Ingeniør Louis Zachariasen, Tórshavn har tegnet kirken og forbilledet er øernes bygdekirker fra sidst i 1800-tallet. Det er en rektagulær, sort tjæret bygning, opført i træ, med fem hvidmalede vinduer på sydsiden og fire samt indgangsdøren på kirkens nordside. Taget er nu dækket af grønt blik, i stedet for de oprindelige græstørv. 

## Trafik og turisme
Postbåden M/S Ritan lægger til tre gange om dagen på ruten Hvannasund – Svinoy – Kirkja – Hattarvík, hvis vejret tillader det. Det er en oplevelse at se, når postbåden i et gunstigt øjeblik sætter en passager i land. Siden 1980'erne er der parallelt med vandrevejen til Hattarvík også anlagt en 5 km lang bilvej. Der er helikopterrute fra Tórshavn tre gange ugentlig.
Fra Kirkja er der udsigt til fuglefjeldene på Svínoy og Kap Enniberg på Viðoy. Der er vandremuligheder til Fugloys højeste fjeld Klubbin (621 m).  Fjeldet ligger ikke langt fra Kirkja, og fra toppen har man panoramaudsigt til store dele af Norðoyar.

## Kendte personer født i Kirkja
- Gulak Jacobsen (1870-1953) var præst, forfatter og digter. Han skrev for eksempel den nationalromantiske sang Langt burt frá øðrum londum".
- Louis Zachariasen (1890-1960) var direktør, lærer, forfatter og politiker (Sjálvstýrisflokkurin).
- Hans Mikael Jacobsen (1901-1960) var forfatter og digter. Han digtede mange salmer, der stadig er i brug, ni af disse står i salmebogen for Fólkakirkjan (Sálmabók Føroya Fólks).